# Маржа платёжеспособности
Маржа платёжеспособности (англ. Solvency Margin) — показатель платёжеспособности страховой компании. Рассчитывается как разность между активами страховщика и его обязательствами.
Оценка и контроль платёжеспособности страховой компании имеет важное значение для каждой страховой организации, так и для всего страхового рынка. Органы страхового надзора разрабатывают требования к платёжеспособности и устанавливают меры ограничительного характера для тех страховых организаций, у которых эти требования не выполняются. Одним из требований к страховым организациям является установление минимального уровня маржи платёжеспособности, который определяется через нормативное соотношение активов и обязательств страховщика.
Под нормативным соотношением между активами и обязательствами страховщика понимается величина (маржа платёжеспособности), в пределах которой страховщик должен обладать собственным капиталом, свободным от любых будущих обязательств, за исключением прав требования учредителей, уменьшенных на стоимость нематериальных активов и дебиторской задолженности, сроки погашения которой истекли.
Разработанное и утверждённое Министерством финансов РФ Положение о порядке расчёта страховщиками нормативного соотношения активов и принятых ими страховых обязательств устанавливает методику расчёта маржи платёжеспособности. Страховые компании в соответствии с этим Положением на основании данных бухгалтерского учёта и отчётности каждый квартал анализируют своё финансовое положение, в том числе и рассчитывая маржу платёжеспособности.
Контроль маржи платёжеспособности сводится к расчёту нормативной маржи платёжеспособности и фактической маржи платёжеспособности. Считается, что страховая организация отвечает требованиям платёжеспособности, если фактическая маржа платёжеспособности больше, либо равна нормативному значению маржи платёжеспособности.